# Nuts & Milk
Nuts & Milk (яп. ナッツ&ミルク Nattsu to Miruku) — двухмерная компьютерная видеоигра в жанре платформера-головоломки, выпущенная японской компанией Hudson Soft в 1983 году, была издана компаниями KG Telecom (в Японии), Living Mobile (в Северной Америке) а также Hudson Soft (в Японии, Северной Америке и Европе).
Впервые Nuts & Milk была выпущена в 1983 году в Японии и Европе на домашний компьютер MSX. Затем её стали выпускать на другие, различные компьютеры и игровые приставки — на 8-разрядный бытовой компьютер FM-7, 8-битные компьютеры NEC PC-6001 (в 1983 году) и NEC PC-8801 (в июне 1984 года), на японскую игровую приставку Family Computer/NES 28 июня 1984 года, на домашний компьютер Sharp X1, на сотовых телефонах (в Японии 18 марта 2002 года (i-mode) и 1 сентября 2003 года; в Северной Америке 17 июля 2003 года), а также в профиле DoJa в Европе (июнь 2003). Ещё были порты на такие консоли, как — Wii (20 ноября 2007 года в Японии), Nintendo 3DS (17 июля 2013 года в Японии) и Wii U (19 ноября 2014 года, тоже в Японии).
Nuts & Milk является первой сторонней видеоигрой, выпущенной на консоли Nintendo.

## Сюжет
Действия игры происходят в фантастическом мире, в котором живёт маленький розовый шарик по имени Milk (с англ. — «Молоко»). Он должен найти свою невесту, которую зовут Yogurt (с англ. — «Йогурт»), и спасти её от Nuts (с англ. — «Орехи») и бирюзового шарика, который также соперничает за её привязанность.
Действия игры пройдут через несколько уровней, где процесс поиска и спасения невесты повторится несколько раз, поскольку Орехи постоянно мешают поиску Йогурта.

## Игровой процесс
Во всех версиях Nuts & Milk, игроку просто нужно перемещаться по различным уровням, попутно собирая фрукты, разбросанные на каждом уровне. Собрав все фрукты на определённом экране, игрок получит доступ к ранее закрытой двери дома, за которой находится невеста Молока, — Йогурт. Когда главный персонаж соприкасается с невестой, они переходят на следующий уровень, чтобы начать процесс заново. Продвижение по уровням осуществляется с помощью направляющей панели или клавиатуры, для управления главным героем. Нужно избегать ловушек и других препятствий, в первую очередь — бирюзового шарика и Nuts (с англ. — «Орехи»). Если во время игры соприкоснуться с Орехами, или другими вредными предметами (такими как миниатюрные дирижабли), игрок потеряет жизнь и должен будет перезапустить текущий уровень, при этом все фрукты вернутся на свои исходные позиции. Как только все три жизни Молока будут потеряны, игра закончится.
Молоко может прыгать на небольшое расстояние (вертикально или горизонтально), что позволяет ему перепрыгивать ямы или быстро попасть на соседнюю платформу. Если игрок падает с слишком большой высоты, Молоко на мгновение становится ошеломлённым и неспособным двигаться, пока игрок не приведёт его в сознание с помощью кнопки прыжка. Верёвочные мосты подвешены в воздухе на большинстве уровней, и с помощью направляющей площадки игрок может подняться по ним вверх или вниз, а также пройти по ним влево или вправо, как только они достигнут вершины. В версии для Famicom существует всего 50 отдельных уровней, и каждый из них можно свободно пропустить, нажав кнопку выбора. После того, как игрок прошёл все 50 уровней, он возвращается на первый уровень и игра начинается сначала, пока все жизни Молока не будут потеряны.
Версии для Famicom/NES и MSX также содержат режим редактора уровней, в котором игрок может свободно редактировать первый этап игры, размещая объекты или врагов на экран для взаимодействия с Молоком. Затем, эта стадия занимает место первого уровня в обычной игре до тех пор, пока консоль не будет перезапущенна.

## Разработка
Первоначально разработанная японской компанией Hudson Soft для нескольких домашних компьютеров в Японии, Nuts & Milk стала первой видеоигрой компании Famicom. Сама игра заимствует элементы из другой игры Lode Runner, более раннего проекта Hudson и других платформеров в аркадном стиле, таких как Donkey Kong, и даже показывает начальный экран ранних релизов Nintendo 1980-х годов. Хотя, сама игра сохраняет стилистическое сходство с другими играми, опубликованными в то время. Она уникальна тем, что является аркадной игрой, которая никогда не была выпущена на реальной аркадной системе.
Были созданы две разные версии игры: одна для домашних компьютеров, а другая для Famicom.

### Различия в версиях
Nuts & Milk была выпущена для домашних компьютеров и Nintendo/Famicom примерно в одно и то же время, и хотя обе версии очень похожи, в них есть несколько различий.
Версия Famicom воспроизводится под боковым углом, типичным для 2D-сайд-скроллеров, когда игрок ходит и прыгает из одной области в другую горизонтально.
И наоборот, компьютерная версия представлена сверху вниз со всеми удалёнными элементами платформера, а игрок вместо этого движется в четырёх направлениях. Эта версия также содержит небольшое ухудшение как звука, так и графики, из-за сравнительно менее мощного оборудования ПК в те времена. Хотя, версия Famicom использует свой стандартный двух-кнопочный контроллер, компьютерные релизы вместо этого полагаются на клавиатуру. Версия Famicom может дополнительно сохранять пользовательский контент на кассету с помощью Famicom Data Recorder.

### Музыка
Музыка для обеих версий Nuts & Milk была написана внутри Hudson Soft, и полностью состоит из синтезаторных чиптюнов, распространённых аудионосителей для ранних видеоигр. Хотя эксклюзивный саундтрек ни к одной из игр так и не был выпущен, музыку из обеих версий можно найти в альбоме 1987 года «Hudson Game Music» (номер по каталогу 28XA-87), выпущенном Alfa и GMO Records (в Японии).

## Портирование игры
Melbourne House портировал версию игры для Famicom на Commodore 64. Порт был выпущен в 1985 году под названием Hot Pop.

## Наследие
Версия Nuts & Milk, напоминающая релиз Famicom, с тех пор была портирована на сотовые телефоны в качестве сервиса загрузки, начиная с 1 сентября 2003 года в Японии компанией KG Telecom, в рамках их компиляции «GameMaster», которая содержит другие игры Hudson Soft из 8-битной эры. Позже эта услуга была распространена на другие части мира в январе 2004 года компанией TF1 i-games.
22 декабря 2005 года Hudson Soft включила игру Nuts & Milk в Hudson Collection Vol. 4: Nazotoki Collection для приставки Game Boy Advance, выпущенная исключительно в Японии.